# Podregion Tampere
Podregion Tampere (fiń. Tampereen seutukunta) – podregion w Finlandii, w regionie Pirkanmaa.
W skład podregionu wchodzą gminy:
- Hämeenkyrö,
- Kangasala,
- Lempäälä,
- Nokia,
- Orivesi,
- Pirkkala,
- Pälkäne,
- Tampere,
- Vesilahti,
- Ylöjärvi.